# 짐승 (1953년 영화)
짐승(The Brute, El Bruto)은 멕시코에서 제작된 루이스 부뉴엘 감독의 1953년 드라마 영화이다. 페드로 아멘다리즈와 케이티 후라도가 주연으로 출연하였고 가브리엘 카스트로 등이 제작에 참여하였다.

## 출연

### 주연
- 페드로 아멘다리즈
- 커티 주라도

### 조연
- 로사 아레나스
- 안드레스 솔러
- 로베르토 메이어
- 베아트리즈 라모스
- 파코 마르티네즈
- 글로리아 메스트레
- 파즈 빌리거스
- 조시 무노즈
- 다이아나 오초아
- 이그나시오 빌랄바조
- 제이미 페르난데즈
- 라퀠 가르시아
- 루프 카릴즈
- 길예르모 브라보 소사
- 호세 차베즈
- 마가리토 루나
- 호르헤 폰스
- 폴로 라모스
- 아멜리아 리베라
- 에프레인 아라우즈
- 레오노르 고메즈